# Infineon Technologies

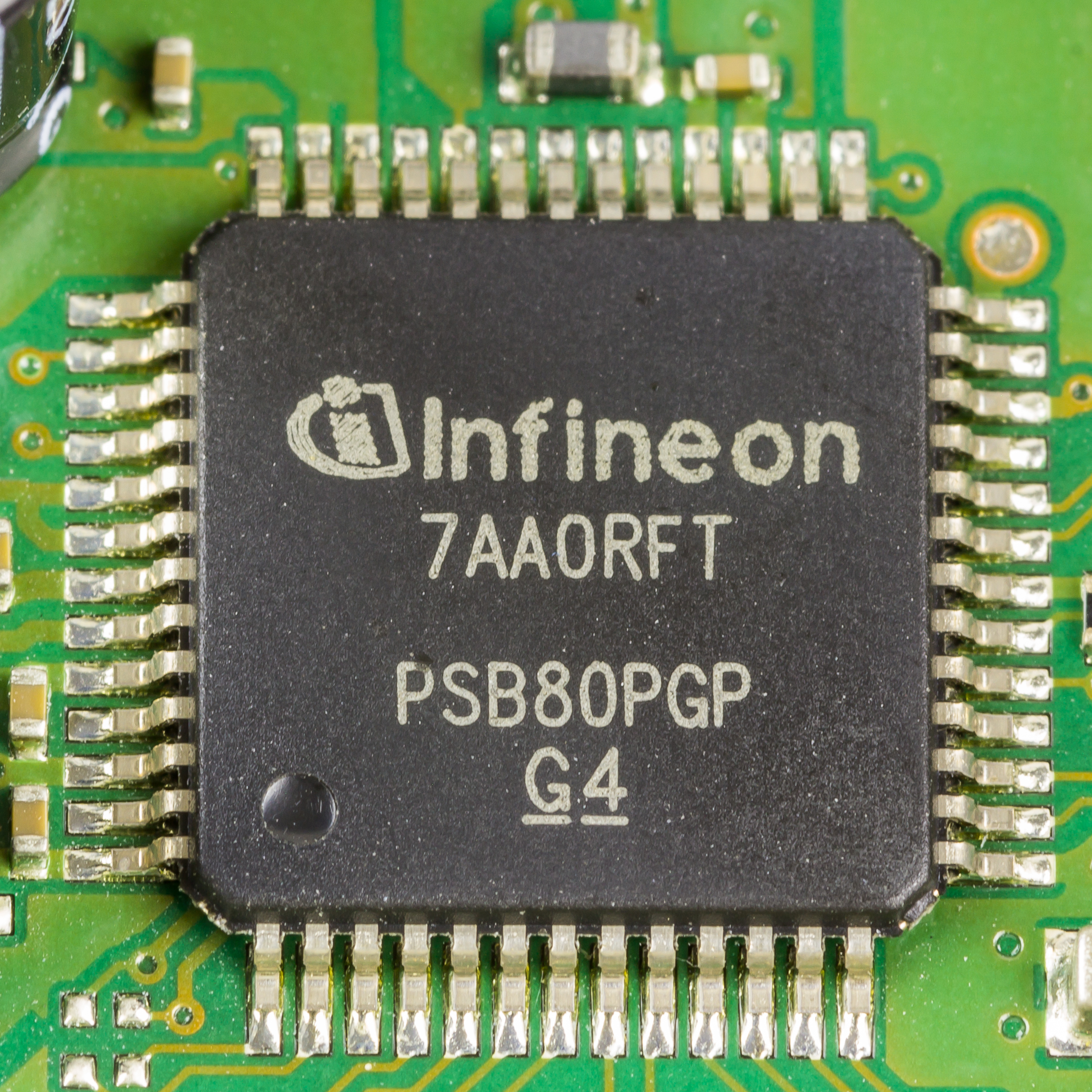
Chip da Infineon.

Infineon Technologies é uma empresa alemã fundada em abril de 1999, quando a divisão de semicondutores da Siemens foi cindida a fim de se criar uma nova empresa.